# Kai Mykkänen
Kai Mykkänen (ur. 31 lipca 1979 w Espoo) – fiński polityk i samorządowiec, poseł do Eduskunty, w latach 2016–2018 minister handlu zagranicznego, od 2018 do 2019 minister spraw wewnętrznych, w latach 2023–2025 minister środowiska i zmiany klimatu.

## Życiorys
Urodził się w Espoo jako syn dziennikarza radiowego Jouniego Mykkänena i Marii Mykkänen z domu Sokołow, wywodzącej się z rodziny rosyjskich imigrantów. Został absolwentem studiów ekonomicznych na Uniwersytecie Helsińskim. Pracował w przedsiębiorstwach m.in. sektora bankowego. W latach 2011–2013 był doradcą ministra gospodarki, następnie został zastępcą dyrektora generalnego Elinkeinoelämän keskusliitto, największej fińskiej organizacji biznesowej.
Zaangażował się w międzyczasie w działalność polityczną w ramach Partii Koalicji Narodowej. W latach 2000–2001 kierował jej organizacją młodzieżową Kokoomuksen Nuorten Liitto. Od 2001 do 2008 zasiadał w radzie miejskiej Espoo, w latach 2005–2006 wchodził w skład zarządu miasta. W wyborach w 2015 uzyskał mandat posła do Eduskunty. W 2019 i 2023 z powodzeniem ubiegał się o poselską reelekcję.
W czerwcu 2016 został powołany na urząd ministra handlu zagranicznego i rozwoju w rządzie Juhy Sipili. W lutym 2018 przeszedł na stanowisko ministra spraw wewnętrznych w miejsce Pauli Risikko. Funkcję tę pełnił do czerwca 2019. W czerwcu 2023 objął urząd ministra środowiska i zmiany klimatu w gabinecie Petteriego Orpa. W październiku 2024 wybrano go na stanowisko burmistrza Espoo (od lutego 2025). W związku z tą nominacją w styczniu 2025 zakończył pełnienie funkcji ministra, a także odszedł z fińskiego parlamentu.